# Мадава (департамент)
Мадава (фр. Madaoua) — департамент в регионе Тахуа в Нигере.

## География
Департамент расположен на юге страны. На западе граничит с департаментом Бирни-Н'Конни, на севере — с департаментом Буза; на востоке граничит с регионом Маради. На юге департамента проходит государственная граница с Нигерией.
Департамент состроит из городской коммуны Мадава и сельских коммун Азарори, Банги, Гальма, Кудаваче, Урно и Сабон-Гида. Административный центр — город Мадава.

## История
После того, как Нигер получил независимость в 1960 году, его территория была разделена на 32 района. Одним из них был район Мадава. В 1964 году в стране прошла административная реформа, вследствие которой Нигер был разделён на 7 департаментов и 32 арондисмана. В ходе этого район Мадава был преобразован в арондисман Мадава.
В 1998 году все арондисманы Нигера были преобразованы в департаменты, каждый из которых возглавил префект, назначенный Советом министров, и арондисман Мадава стал департаментом Мадава в составе региона Тахуа. До 2002 года департамент состоял из города Мадава и кантона Мадава, а впоследствии был поделён на 1 городскую и 6 сельских коммун.

## Население
Согласно переписи 2001 года, население департамента составляло 319 374 человека. В 2012 году оно составило 545 538 человек.

## Власть
Главой департамента является префект, который назначается Советом министров по указу министра внутренних дел
| Период                          | Имя                 |
| ------------------------------- | ------------------- |
| …                               |                     |
| до 12 марта 2009                | Сиди Махаман Кутайе |
| 12 марта 2009 — 15. апреля 2010 | Ассан Ньелле        |
| 15 апреля 2010 — 3 июня 2011    | Абду Гарбо Кона     |
| 3 июня 2011 — 29 июля 2016      | Сорка Мункайла      |
| 29 июля 2016 — 8 ноября 2021    | Адаму Мариама       |
| с 8 ноября 2021                 | Махамаду Лахо       |